# Гангстерський фільм
Гангстерський фільм (від англ. gangster — гангстер, бандит) — жанр кінематографу США який відображує зростання організованої злочинності, виникнення гангстерських синдикатів та різних мафіозних структур в епоху «сухого закону» і Великої депресії.

## Характеристика
Розквіт сюжетної лінії гангста-фільмів припадав на події кінця 20-х — початок 30-х років XX ст.. Багато сюжетів цих ігрових стрічок базувалися на кримінальній хроніці з газет. Прототипами екранних героїв класичної ери (1930—1933) часто були реальні гангстери, «Вороги суспільства N1», які орудували в американських містах.
У картинах «Ворог суспільства» (1931) В. Веллмена, «Обличчя із шрамом» (1932) Г. Гоукса, що стали класикою жанру, герої злочинці мали інші прізвища, але глядачі вгадували в них біографії Капоне і Діллінджера. Найвідомішою стрічкою жанру, попри значно пізнішу появу, вважається трилогія Ф. Копполи «Хрещений батько».